# Académie royale de peinture et de sculpture
Die Académie royale de peinture et de sculpture (dt.: Königliche Akademie für Malerei und Bildhauerei) war eine durch Ludwig XIV. im Jahr 1648 genehmigte Künstlervereinigung, die während der Französischen Revolution im Jahr 1793 vom Nationalkonvent geschlossen wurde. Ihre wenige Jahre darauf gegründete Nachfolgeinstitution, die Académie des Beaux-Arts (dt.: Akademie der Schönen Künste), existiert bis heute.
Die Errichtung der „Académie royale“ markiert das Ende der Kunstproduktion als rein handwerkliche Betätigung. Seither ist die bildende Kunst als „ars liberalis“ (dt.: freie Kunst) anerkannt – als eine Tätigkeit vorrangig geistiger Natur.
Die Akademie wirkte auf das französische Kunstschaffen vor allem durch
- die ihr angegliederte Kunstschule, die École Royale de Peinture et de Sculpture (dt.: Königliche Schule für Malerei und Bildhauerei), in der Zeichnen sowie die Grundlagen in Anatomie, Geometrie und Perspektive gelehrt wurden,
- die 1666 gegründete Académie de France à Rome, in der mit dem Prix de Rome (dt.: Rompreis) ausgezeichnete Schüler dank eines Stipendiums die vorbildhafte antike und italienische Kunst der Renaissance studieren konnten,
- die conférences, Debatten der Mitglieder über anerkannte Meisterwerke – mit dem Ziel, Regeln und Gesetzmäßigkeiten für die Produktion perfekter Kunstwerke aufzustellen, und
- die Salons, zunächst unregelmäßige, ab 1737 dann regelmäßige Ausstellungen der aktuellen Kunstwerke ihrer Mitglieder.

## Geschichte
Vor der Gründung der Akademie hatte die Pariser Communauté des maîtres peintres et sculpteurs de Paris (dt.: Gemeinschaft der Maler- und Bildhauermeister von Paris) – kurz Maîtrise – das Monopol über die Kunstproduktion. Innerhalb dieser seit 1391 existierenden Gilde herrschten auch im 17. Jahrhundert noch weitgehend mittelalterliche Strukturen und Gesetze: Nur ein zugehöriger Meister durfte in Paris Kunstaufträge annehmen und Kunstwerke anbieten. Vorgeschrieben war auch die Anzahl seiner Werkstattmitarbeiter und Lehrlinge. Die Ausbildung erfolgte nach überkommenen Regeln, umfasste im Grunde nur manuelle Fertigkeiten und technische Kenntnisse und zielte alles in allem auf die Ausbildung eines Kopisten des ausbildenden Meisters. Der Maîtrise gehörten neben einer kleinen Zahl „Künstler“ im neuzeitlichen Sinne vor allem Malerhandwerker, Mitarbeiter von Kunsthandwerksbetrieben und auch Kunsthändler an.
Gerade diese Vermengung mit Anstreichern und Händlern empfanden die neuzeitlichen Künstler als ihrer unwürdig und hinderlich, um von den gebildeten Schichten wie etwa den Gelehrten und Schriftstellern als ebenbürtig anerkannt zu werden. Die einzige Möglichkeit, den Gildenzwang und die damit verbundene Besteuerung zu umgehen, war die Beschäftigung als Hofkünstler. Als so genannter Brevetaire gehörte man dem königlichen Haushalt an und unterstand somit nicht der Jurisdiktion der Gilde. Zudem war es den Hofmalern und -bildhauern gestattet, Aufträge außerhalb des Hofes, gegebenenfalls sogar außerhalb von Paris, anzunehmen, was einen enormen Wettbewerbsvorteil darstellte. Diese Gruppe war zwar nicht an einer institutionellen Verbesserung der Künstlerstellung interessiert, weil dies ihre privilegierte Stellung entwerten könnte, dennoch trug sie indirekt dazu bei.

### Gründung
1647 setzte die Maîtrise die Begrenzung der Anzahl der Brevetaires durch und zusätzlich ihre Unterstellung unter die Gildengesetze: Ab sofort durften sie außerhalb des Hofes nur mit Erlaubnis der Gilde tätig sein oder hohe Bußgelder und Ächtung auf sich nehmen. Dies brachte die Hofmaler und -bildhauer auf die Seite einiger junger Künstler, die – inspiriert vom Ideal eines neuzeitlichen Künstlers, wie er von den großen italienischen Meistern verkörpert wurde –, aus dem Gildenzwang auszubrechen suchten.
Ganz vorne der gerade 28-jährige Charles Le Brun. 1646 aus Rom zurückgekehrt, genoss er bereits hohes Ansehen und wurde sofort zum Peintre du Roi (dt.: Maler des Königs, königlicher Hofmaler) ernannt. In Rom war er nicht nur mit der antiken und italienischen Kunst in Berührung gekommen, sondern auch mit prominenten Sammlern, Auftraggebern und so geschätzten Meistern wie Nicolas Poussin. In Paris wurde er von Kanzler Pierre Séguier protegiert, mit dessen Familie er mütterlicherseits verbunden war. Séguier verschaffte ihm Zugang zu gebildeten Kreisen um den Kardinal de Bérulle und Madame Scudéry. Zum Sprecher der Gruppe vor Kardinal Mazarin und Anna von Österreich, die in Vertretung des noch minderjährigen Ludwig XIV. regierten, wurde der Staatsrat Martin de Charmois, der in Rom die Accademia di San Luca kennen- und schätzengelernt hatte. Unter seinem Vorsitz fand am 1. Februar 1648 die konstituierende Sitzung der Académie Royale de Peinture et de Sculpture statt. Martin de Charmois wurde ihr erster Direktor (noch Chef genannt), Kanzler Séguier ihr erster Protecteur (dt.: Schutzherr). Neun Maler und drei Bildhauer, darunter Le Brun, Charles Errard und Sébastien Bourdon, wurden als die ersten zwölf Professoren (noch Anciens genannt) in das Gremium gewählt. Weitere vierzehn Künstler gehörten seit der ersten Stunde dem Corps (dt.: Körperschaft) an.

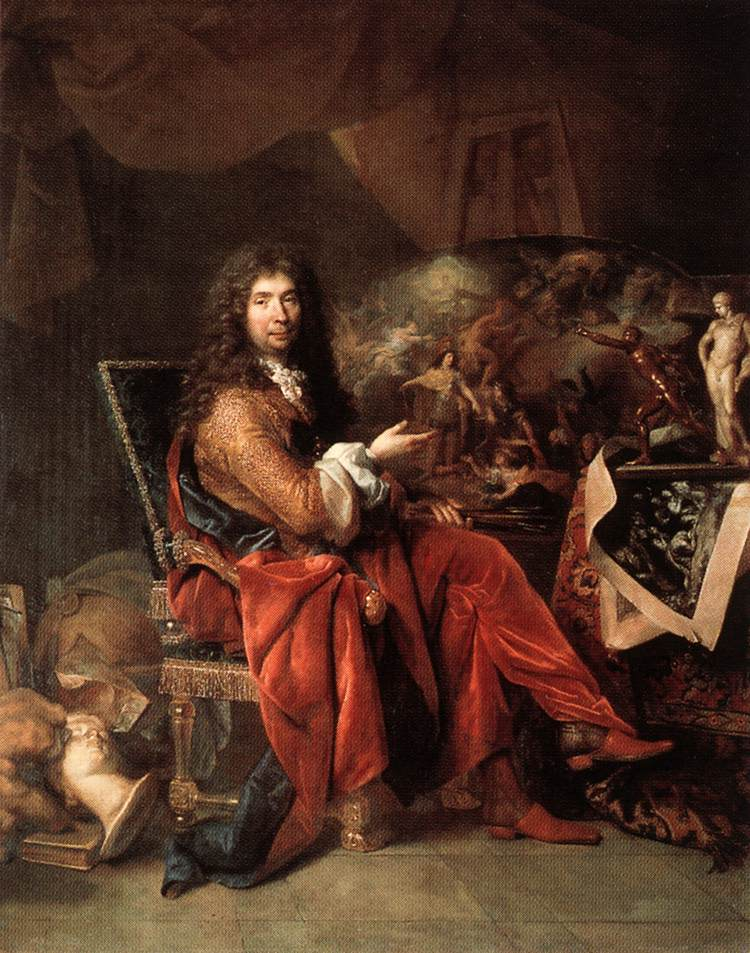
Charles Le Brun (1619–1690)
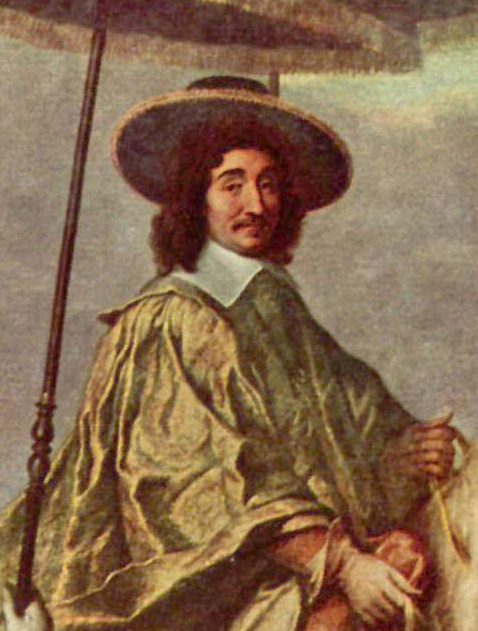
Pierre Séguier (1588–1672)
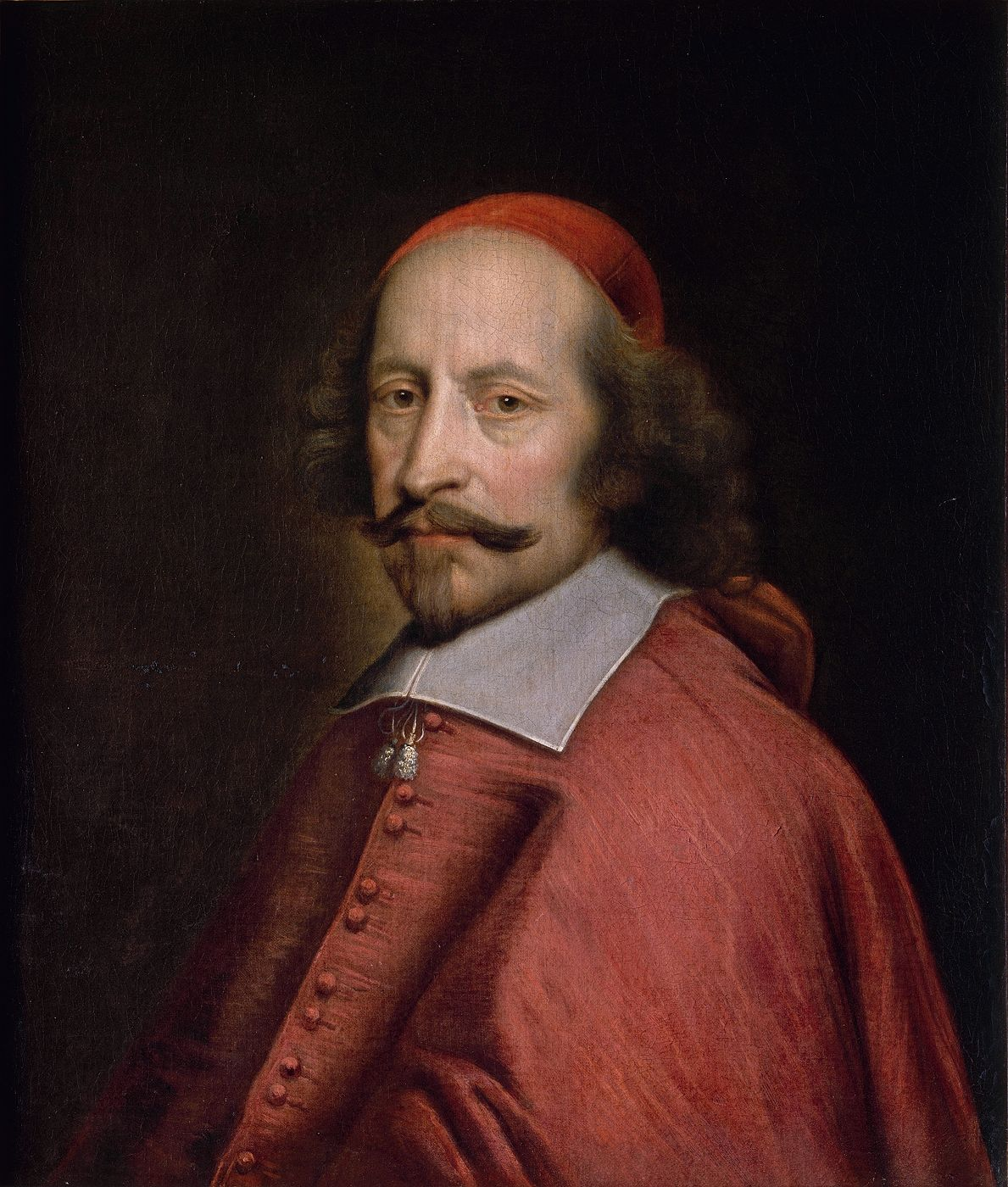
Kardinal Mazarin (1602–1661)
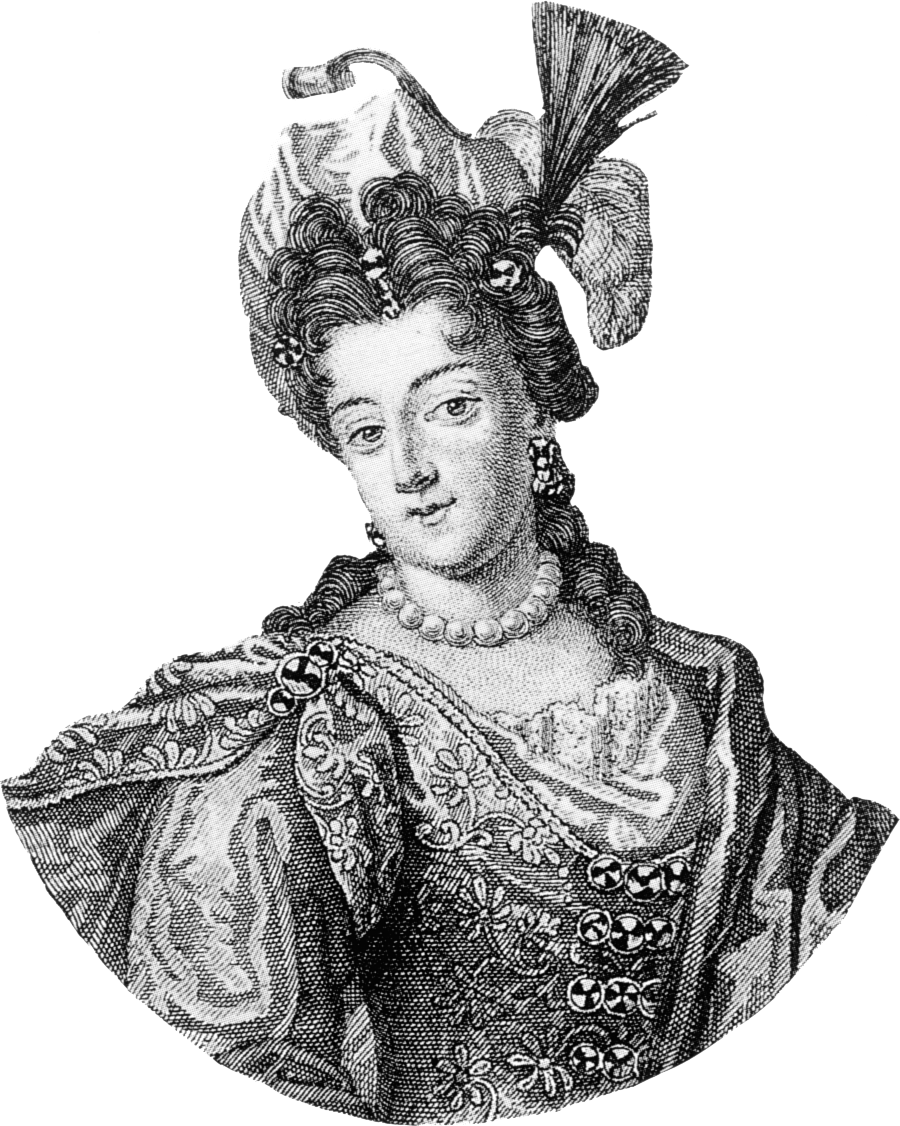
Madame de Scudéry (1607–1701)

### Weitere Entwicklung
In den ersten Jahren lief das Projekt allerdings nicht reibungslos: Die Finanzierung war unsicher, und die Förderer wurden durch die Fronde ins Exil gezwungen. Zudem hatte die Maîtrise 1649 eine Konkurrenzakademie errichtet, die Académie de Saint-Luc (dt.: Lukasakademie). Da die Rivalität den Beteiligten schon bald unerträglich wurde, mündete 1651 in eine Verschmelzung beider Institutionen. Nach der Niederschlagung der Fronde (1653) trieben die Gegner des Zusammenschlusses eine Reform voran und erreichten 1655 beim König: die Bestätigung der Gründungsregularien von 1648, die Erhebung der Kunstakademie in den gleichen Rang wie die Académie Française, die Bewilligung einer jährlichen Subvention von 1000 Livres, sowie von Räumlichkeiten im Louvre. Am wichtigsten war jedoch die Sicherung des Monopols auf Zeichenunterricht vor Modellen, womit die Grundlage jeder künstlerischen Ausbildung nun allen Meistern in allen Werkstätten untersagt war. Dies bedeutete den endgültigen Bruch – und die Unabhängigkeit der noch jungen Akademie. Le Brun sollte erneut eine führende Rolle einnehmen.
1664 reformierte Jean-Baptiste Colbert, Finanzminister und Surintendant des Bâtiments (dt.: Leiter der staatlichen Bauaufsichtsbehörde, d. h. eine Art Minister für Bauwesen) die Satzung der Akademie, insbesondere erhöhte er die staatliche Subvention auf 4000 Livres jährlich und nötigte die Künstler, die noch zwischen der Akademie und der Maîtrise schwanken, der Akademie beizutreten. Für Colbert war die Institutionalisierung der Kunstproduktion ein Staatsanliegen im Rahmen seiner Konzeption absolutistischer Herrschaft: Die Kunst sollte einen gôut français (dt.: französischen Geschmack) und dadurch nationale Identität generieren, gleichzeitig sollte sie den Ruhm, den Glanz, die Macht, kurz: die führende Rolle französischen Königtums den Franzosen und allen anderen Europäern vor Augen führen. Unter anderem aus dieser Zielsetzung heraus erklärt sich die Existenz der Akademie. Um den grand stil (dt.: repräsentativen Stil) dort auch zur Doktrin zu erheben, stand Colbert mit Charles Le Brun ein idealer Partner zur Seite. Beide Männer sollten die Kunstakademie zur höchsten Blüte führen.
Mit den Subventionskürzungen 1694 trat eine Wende ein – und es begann ein fünf Jahre währender Kampf ums nackte Überleben. 1705 fiel das Monopol auf den Zeichenunterricht, eine Niederlage gegenüber der Maîtrise, die allerdings 1714 mit der Erteilung des Königlichen Druckprivilegs wieder halbwegs wettgemacht wurde. Es folgten wenig aufregende Jahre, in denen ein Wettbewerb unter zwölf Historienmalern der Akademie (1727) noch das erwähnenswerteste Ereignis war.
1737 reanimierte der an Kunstfragen sonst nicht übermäßig interessierte Bauamtsdirektor Philibert Orry die berühmten Kunstausstellungen (Salons) – und kurbelte damit das Interesse der Künstler an der Akademie wieder an. Zehn Jahre später erklärte ein neues Team, „der Akademie ihren alten Glanz zurückgeben“ zu wollen: der von der Mätresse Ludwigs XV., Marquise de Pompadour, protegierte Bankier Lenormant de Tournehem und der Premier peintre du Roi und Akademiedirektor Charles Coypel. Ihre Maßnahmen: die Wiederbelebung der conférences und eine stärkere Reglementierung der Ausbildung. Ihr Erfolg: die Restauration des grand stil.
Frankreichs Beteiligung am Siebenjährigen Krieg (1756–1763) bewirkte, dass auch dieses Glück nicht von langer Dauer war. In der Folgezeit erreichte der neue Bauamtsdirektor Marquis de Marigny immerhin eine Genehmigung für die Nutzung der Apollongalerie (1764) und die Aufstockung der Zuwendungen (1771). Wirklich durchgreifende Maßnahmen durfte jedoch erst sein Nachfolger, der dem soeben inthronisierten Ludwig XVI. nahestehende Charles Claude Flahaut de La Billarderie, treffen: regelmäßige Aufträge für die Akademiekünstler (und deren zügige Entlohnung!) (1774), die Genehmigung, auf dem Pont Neuf Verkaufsboutiquen zu errichten und zu vermieten (1774), die Auflösung der Lukasakademie und die Eröffnung einer zweiten École du modèle unter der Obhut der Königlichen Akademie (1776) sowie ein schöner neuer Zugang zum Salon (1780/81).

### Standort & Sitz der Akademie
Die Akademie tagte ursprünglich in der rue Taînée (heute rue Rambuteau) im Hallenviertel, dann im sogenannten Hôtel de Clisson in der nahegelegenen rue des Deux-Boules, zog im Jahr 1661 in das Palais Brion beim Palais Royal und bekam schließlich 1692 die ehemaligen Gemächer Annas von Österreich im Louvre zur Verfügung gestellt. Der Louvre sollte die Kunstakademie bis zu ihrer Schließung beherbergen.

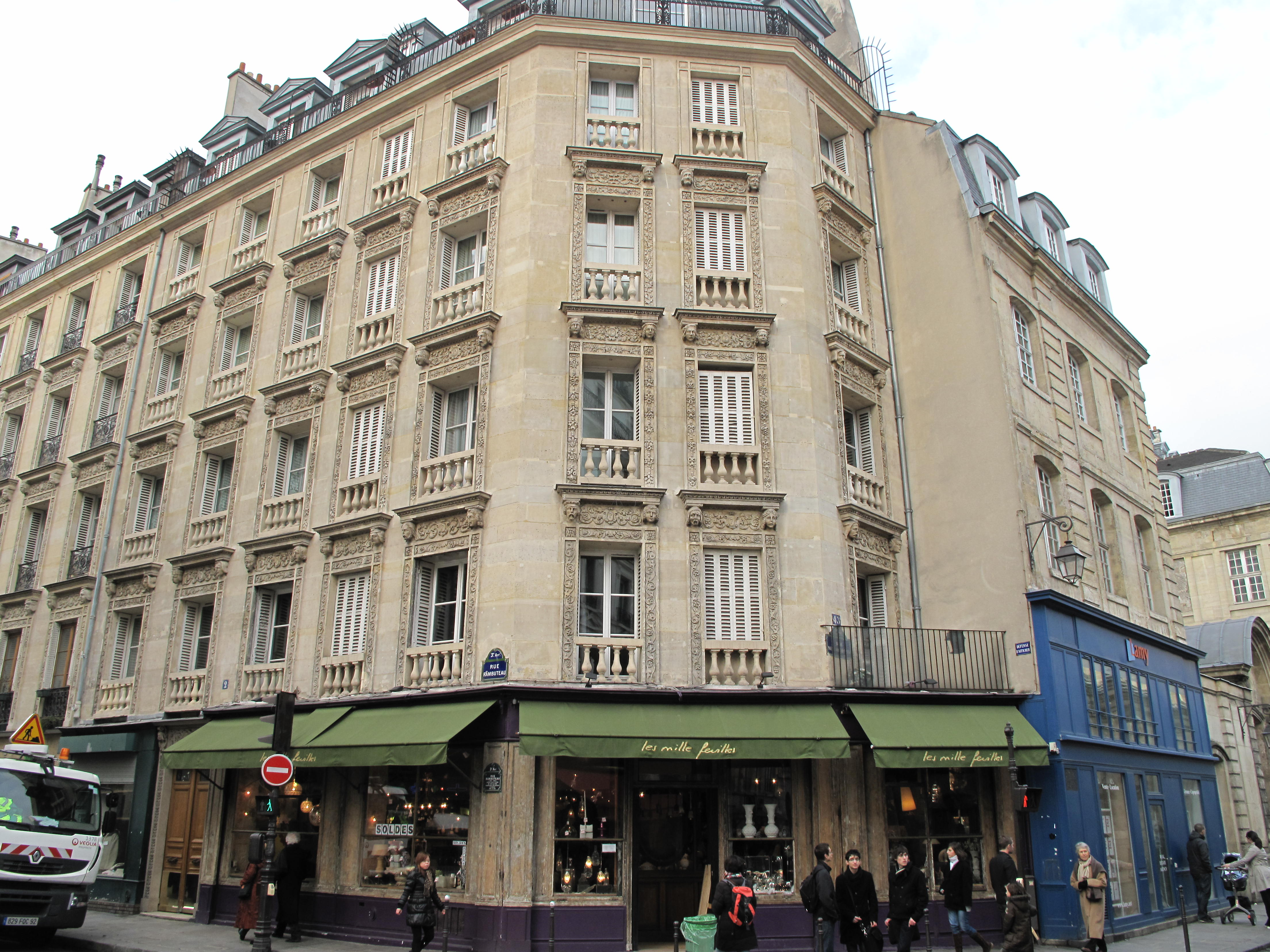
Rue Rambuteau (ehemals rue Taînée), der 1. Sitz der Akademie
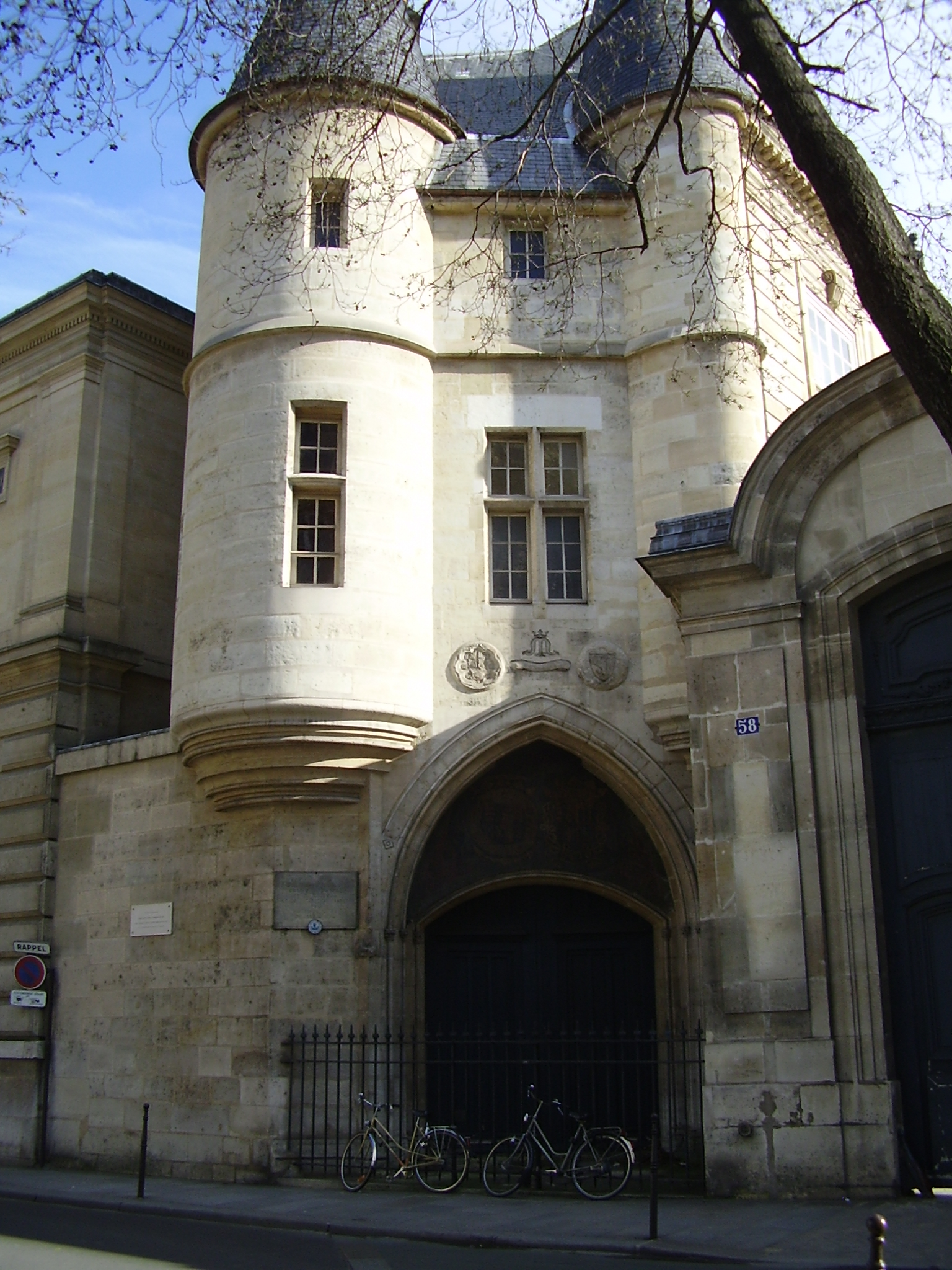
Hôtel de Clisson, der 2. Sitz der Akademie
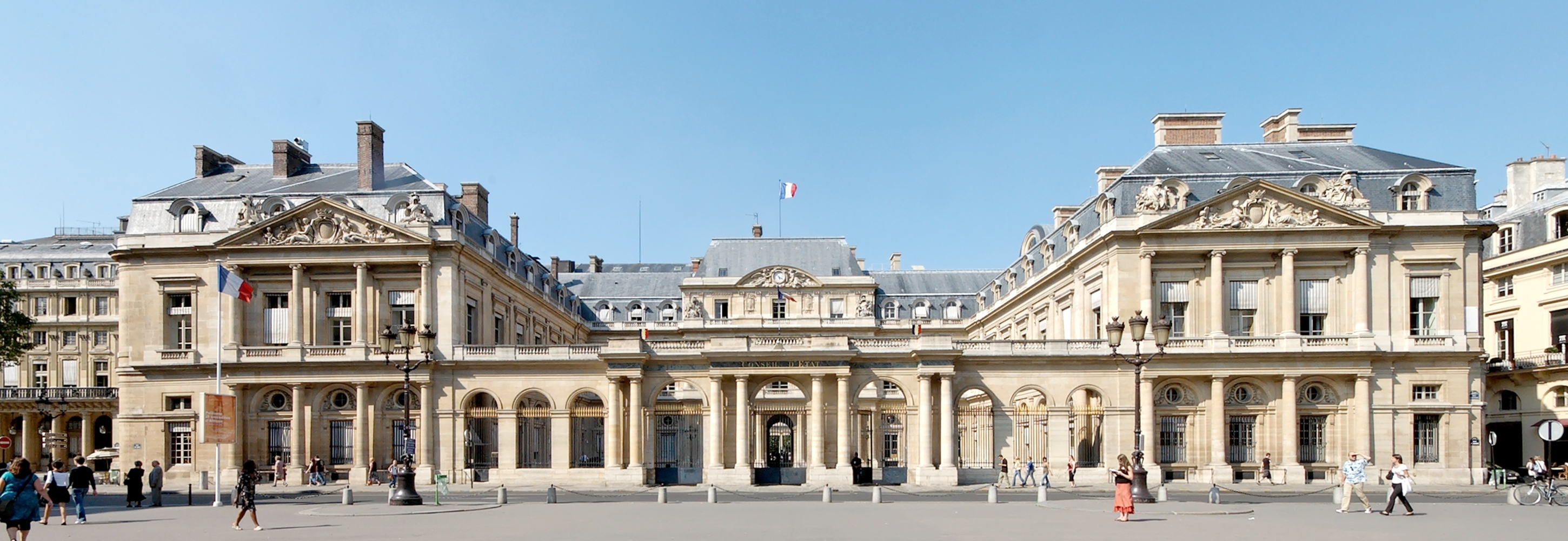
Palais Royal, dort ab 1661 im Palais Brion der 3. Sitz der Akademie
Das Louvre, ab 1692 der 4. und letzte Sitz der Akademie

### Ende und Nachfolge
Als eine Institution der Monarchie war auch die Kunstakademie von den Ereignissen der Revolution betroffen: Unter der Führung Jacques-Louis Davids wurde schon 1789 der Nationalversammlung eine Petition vorgelegt, die mehr Demokratie in der Struktur der Akademie forderte – alle Mitglieder und nicht nur die Funktionäre sollten an Entscheidungsprozessen beteiligt werden. Die Reformierung der Akademie war im März 1791 abgeschlossen. Die Gruppe um David jedoch forderte deren Auflösung und die vollkommene Freiheit für alle Künstler. Dem ersten Schritt, der Öffnung des Salons für „alle französischen und fremden Künstler, ob Akademiemitglieder oder nicht“, folgte zwei Jahre später, am 8. August 1793, die Auflösung aller Königlichen Akademien durch den Nationalkonvent. Die Académie de France in Rom war nicht betroffen. Jedoch wurde der Direktorenposten abgeschafft und die Leitung der Einrichtung direkt der Regierung unterstellt.
Bereits 1795 griff die Revolutionsregierung die Idee einer Kunstakademie wieder auf und richtete innerhalb des Institut National eine Abteilung für Literatur und Kunst ein. 1803 trennte man Kunst und Literatur durch die Einrichtung einer gesonderten Abteilung der Schönen Künste, der 28 Mitglieder angehörten: zehn Maler, sechs Bildhauer, sechs Architekten, drei Musiker und drei Kupferstecher. Während der Restauration (1814–1815) wurde die Anzahl der Mitglieder auf 40 erhöht, wobei die Maler traditionell die Mehrheit stellten. Auch wurde die alte Bezeichnung „Akademie“ wieder eingeführt. Die Académie des Beaux-Arts (dt.: Akademie der Schönen Künste) übernahm die meisten Funktionen der einstigen Académie Royale: Ausschreibung von Wettbewerben, darunter denjenigen um den Rompreis, Leitung der Académie de France in Rom, Würdigung künstlerischer Leistungen in öffentlichen Sitzungen, Auswahl der Künstler für die Salons und Zusammenstellung eines Kunstlexikons.
Seit den Reformen der Restaurationszeit gab es nur wenig Veränderung in den Statuten der Akademie. 1985 wurden die 50 Mitglieder in sieben Sektionen geteilt, darunter eine für Kinematografie mit vier Mitgliedern. Bis heute sind Frauen nicht als vollwertige Mitglieder zugelassen. Allerdings hat die Akademie inzwischen auch keinen Einfluss mehr auf die aktuelle französische Kunstproduktion.

## Organisation

### Verwaltungsstruktur
Die Organisation der Akademie lehnte sich an die Struktur der Malergilde an: Dieser gehörten Lehrlinge, Gesellen und Meister an, jener Schüler, vorläufige Mitglieder (frz.: agrées) und Vollmitglieder (frz.: académiciens).
Der Akademie stand ein Protektor aus den höfischen Kreisen vor, der meist auch Surintendant des Bâtiments (dt.: Oberintendant des Bauwesens) war, also zugleich der Architekturakademie vorstand und die Verbindung zu Regierung darstellte. Geleitet wurde sie vom Direktor, der meist zugleich Premier peintre du Roi (dt.: Erster Hofmaler, persönlicher Maler des Königs) war. Ihm unterstanden vier Rektoren, die organisatorisch tätig waren, und zwölf Professoren, denen der Lehrbetrieb oblag. Den Rektoren standen zwei Gehilfen, den Professoren acht zur Seite, die sie im Falle der Abwesenheit zu vertreten hatten – und zumeist beim Austritt ihrer Vorgesetzten auf deren Position nachrückten. Außerdem gab es einen Kanzler für die Besiegelung der Urkunden (bis 1683 zweite Funktion des Direktors), einen Sekretär (ab 1705 Sekretär-Historiograph) und einen Schatzmeister.

### Mitgliedschaft
Um Mitglied der Akademie zu werden, musste der Kandidat die Unterstützung zweier Vollmitglieder finden und zunächst ein Bewerbungsstück (frz.: morceau d’agrément) abliefern. Fiel die geheime Abstimmung darüber positiv aus, wurde er als vorläufiges Mitglied (frz.: agréé) aufgenommen. Viele Künstler beließen es dabei, weil sie so bereits dem Gildenzwang entronnen waren und die Aufnahmegebühr von 100 Livres, die seit 1660 für eine Vollmitgliedschaft zu entrichten war, nicht aufbringen konnten. Das Verfahren sah weiter vor, dass der agréé innerhalb von drei Jahren ein Aufnahmestück (frz.: morceau de réception) abzuliefern hatte, dessen Thema der Akademiedirektor oder -kanzler stellte. Wurde dieses Stück positiv beurteilt, war er als Vollmitglied (frz.: académicien) in die Akademie aufgenommen. Um Betrug auszuschließen, wurden Anwärter schon bald angewiesen, Skizzen unter der Aufsicht eines Akademiemitglieds anzufertigen und später sogar die Aufnahmestücke selbst unter Aufsicht anzufertigen. Angenommene Aufnahmestücke gingen in den Besitz der Akademie über – sie dienten als repräsentativer Wandschmuck, Zeugnis der Virtuosität der Mitglieder und Anschauungsmaterial für den Lehrbetrieb und die Kunstdebatten (frz.: conférences). In den Revolutionsjahren wurde die hochkarätige Sammlung leider aufgelöst und zerstreut. Die Nachfolgeinstitution – die Académie des Beaux-Arts – forderte keine Anfertigung eines Aufnahmestückes.
Obwohl die Academie Royale sich im Grunde als Vereinigung der Historienmaler verstand, wurden auch Maler weniger angesehener Gattungen aufgenommen: So z. B. schon 1648 die Brüder Le Nain, die sich auf Genreszenen spezialisiert hatten. 1717 wurde sogar eine gesonderte Kategorie eingerichtet, um Antoine Watteau als Maler der so genannten „fêtes galantes“ (dt.: galanten Feste) aufzunehmen. Anderseits konnte es auch geschehen, dass Künstler, die sich als Historienmaler beworben hatten, herabgestuft wurden – so 1769 mit Jean-Baptiste Greuze geschehen.
Dieser hohe Rang galt auch aus einem zweiten Grund als erstrebenswert: In den Statuten war geregelt, dass nur ein Historienmaler (oder Bildhauer) die Funktion eines Professors ausüben durfte. Damit war nicht nur die Ausrichtung der Lehre auf die Historie als Gipfel künstlerischer Leistung gesichert, sondern auch die Kontinuität dieser Ausrichtung, da die Funktionäre der Entscheidungsgremien sich aus dem Lehrkörper rekrutierten.

## Kunstdoktrin
Im 17. Jahrhundert sicherten Mitgliederdebatten (frz.: conférences) und der Lehrbetrieb die Orthodoxie der akademischen Doktrin. Ein Instrument, diese auch über die Akademie hinausgehend zu verbreiten, waren die periodischen Kunstausstellungen, die so genannten Salons.

### Conférences
Die conférences waren monatlich stattfindende öffentliche Diskussionen über Kunstfragen, die meist am Beispiel konkreter Kunstwerke ausgetragen wurden. Als Ehrenmitglieder durften auch Kunstamateure (frz.: amateurs) daran teilnehmen. Prominente Amateure waren die Kunsttheoretiker André Félibien, der die Sitzungsberichte veröffentlichte, und Roger de Piles, der sich für die Anerkennung des Laienurteils einsetzte und so die moderne Kunstkritik ermöglichte. Colbert und Le Brun sahen in den conférences ein Werkzeug, die „richtige“ Malerei, den gôut français, zu propagieren. Die conférences sind heute die wichtigste Quelle zur französischen Kunsttheorie des 17. Jahrhunderts.
Die akademische Doktrin der ersten Stunde zielte darauf ab, die Kunst – insbesondere die Malerei – in den Rang der als geistige Tätigkeit hochgeschätzten Schriftstellerei zu setzen und sie so vom bloß manuellen Handwerk abzugrenzen, als das sie traditionell angesehen wurde. So wird auch die Einstufung der Historienmalerei als höchste Gattung verständlich: Sie beschäftige sich inhaltlich – wie die Tragödie der antiken Poetiken – mit noblen Handlungen des Menschen und beinhalte formal alle übrigen Sujets – Porträt, Genre, Landschaft und Stillleben. Die Ausübung der Historienmalerei erfordere hohe Bildung auf vielerlei Gebieten und universelle Meisterschaft in handwerklichen Aspekten der Malerei. An zweiter Stelle der Gattungshierarchie folge das Porträt, weil es den Menschen, das vollkommenste Werk Gottes, zum Gegenstand habe, sodann die Landschaft als Darstellung von lebendigen Gegenständen und schließlich das Stillleben als Darstellung von toten Gegenständen. Interessanterweise klammerte Félibien, der hier paraphrasiert wird, das Genrebild aus.
In den conférences wurde die bienséance (dt.: Angemessenheit) der Komposition definiert, Fragen der angemessenen Darstellung von Emotionen und der zu den Figuren passenden Proportionen diskutiert, sowie die korrekte Verwendung von Farbe, Licht usw. Henri Testelin, der Sekretär der Akademie, fasste 1680 die Lehre in Tabellen zusammen, die ebenfalls veröffentlicht wurden. Sie behandelten le trait (dt.: Linie, d. i. die Zeichnung bzw. – auch perspektivisch – korrekte Darstellung der Objekte), l’expression (dt.: Ausdruck, d. i. die Ausschöpfung des emotionalen oder inhaltlichen Potentials), les proportions (dt.: Proportionen, d. i. die – nicht nur anatomische – Korrektheit bzw. Schönheit der Zeichnung), le clair et l’obscur (dt.: Hell-Dunkel, d. i. die Verwendung von Licht und Schatten), l’ordonnance (dt.: Anordnung, d. i. die Schönheit oder Vollkommenheit der Komposition) und la couleur (dt.: Farbe, d. i. die korrekte Farbgebung, das Verständnis für Lokalfarben).
In ein so enges Korsett genötigt, rebellierten einige Künstler. Zur zentralen Auseinandersetzung wurde die Frage, ob der Farbe oder der Linie der Vorrang in der Malerei gebühre – bekannt geworden als Streit zwischen Poussinisten (Anhänger der Präferenz Zeichnung – als Ausdrucksträger des Intellekts) und Rubenisten (Anhänger der Präferenz Farbe – als Ausdrucksträger des Gefühls). Grundsätzliche geschichtsphilosophische und kulturtheoretische Fragen berührte die Auseinandersetzung darüber, ob die klassische Antike als vollkommenes Vorbild für die neue Kunst in jeder Hinsicht verbindlich sei oder die Moderne durch Neuerungen einen Kunstfortschritt erzielen könne (Querelle des Anciens et des Modernes).
In der Kunsttheorie traten liberalere principes (dt.: Prinzipien) an die Stelle der dogmatischen préceptes (dt.: Rezepte) – propagiert von Roger de Piles, der 1699 zum Ehrenmitglied der Akademie ernannt worden war. Nach dessen Tod (1708) jedoch ebbte das Interesse an den conférences deutlich ab. Erwähnung verdienen noch die Beiträge von Antoine Coypel (1708–1721) und Nicolas-Bernard Lépicié (1737–1743) sowie die 1747 durch die „Reflexions“ von LaFont de Saint-Yenne in Gang gesetzten Ausführungen des neuen Direktors Charles Coypel († 1752) und seines Freundes und Akademie-Amateurs Anne-Claude-Philippe, Comte de Caylus (1692–1765).

### Lehrbetrieb
Die Lehre ist die zentrale Aufgabe einer Akademie. Im absolutistischen System Colberts und für die ästhetische Konzeption Le Bruns war die der Akademie angegliederte École Royale de Peinture et de Sculpture (Königliche Schule für Malerei und Bildhauerei) das wichtigste Instrument, um ihre Ziele zu verwirklichen. Sie gab die in den Akademiesitzungen definierte Doktrin an die folgenden Generationen weiter. Lehrziel war die Heranziehung von hervorragenden Künstlern, die diese Doktrin in ihrem Schaffen umsetzen, die den gôut français vertreten, dadurch nationale Identität generieren und die führende Rolle französischen Königtums vor Augen führen. Colbert hatte als Finanzminister sicherlich auch merkantilistische Aspekte im Auge: Eine angesehene Kunstproduktion bringt ausländisches Geld ins Land.
Diese Ziele wurden in einem klar definierten Curriculum nach einem monatlichen Stundenplan von den Professoren vermittelt. Da von den Schülern erwartet wurde, dass sie gleichzeitig eine Malerlehre bei einem Meister absolvieren, wurde im praktischen Unterricht nur Zeichnen gelehrt.
Um als Schüler angenommen zu werden, musste der Bewerber die Empfehlung eines Akademielehrers (frz.: billet de protection) vorweisen, die dessen Begabung bestätigte. Zunächst übten sich die Schüler durch Kopieren von Meisterarbeiten, dann im Gipszeichnen (frz.: étude de la bosse), wobei Abgüsse, Statuen und Reliefs als Modell dienten. Als nächste Stufe folgte das Zeichnen nach einem bis Ende des 18. Jhs. auf männliche Modelle beschränkte Naturakt (frz.: l’académie) – zuerst mit Kohle, Kreide oder Rötel, dann mit dem Pinsel. Zuletzt wurde das freie Kompositionszeichnen unterrichtet. Theoretische Pflichtfächer der Akademie waren schon im 17. Jh. Anatomie, Geometrie und Perspektive; im 18. Jh. kamen Geschichte, Mythologie und Geographie hinzu. Die Fortschritte in der Ausbildung und das Fortkommen im Curriculum wurden in periodischen Wettbewerben durch die Akademie festgestellt und bewertet. Wettbewerbsdisziplinen waren beispielsweise Zeichnung eines historischen Sujets, Ausdruckskopf oder Aktstudie.
Der renommierteste Preis – der jährlich ausgetragene Prix de Rome – berechtigte den Gewinner zu einem längeren Studienaufenthalt an der Académie de France in Rom. Dort durfte er drei Jahre lang Werke der Antike und Renaissance im Original studieren und wurde gleichzeitig nach einem dem Pariser ähnlichen Plan in Mathematik, Geometrie, Perspektive, Architektur, Anatomie und Aktzeichnung weiter unterrichtet. Allerdings war es ihm nur gestattet, anerkannte Kunstwerke zu studieren und nicht erlaubt, eigene Arbeiten anzubieten oder am römischen Kunstleben teilzunehmen. Stattdessen war er verpflichtet, Kopien und Eigenschöpfungen anzufertigen, die zunächst zur Ausstattung von Schloss Versailles und später von Provinzresidenzen bestimmt waren, oder der École Royale in Paris als Studienvorlagen dienten. Ebenso wie die Académie de France (die heute noch existiert) überlebte der Prix de Rome die Königlichen Akademien. Er wurde an der Académie des Beaux-Arts noch bis 1968 ausgetragen.

### Salons

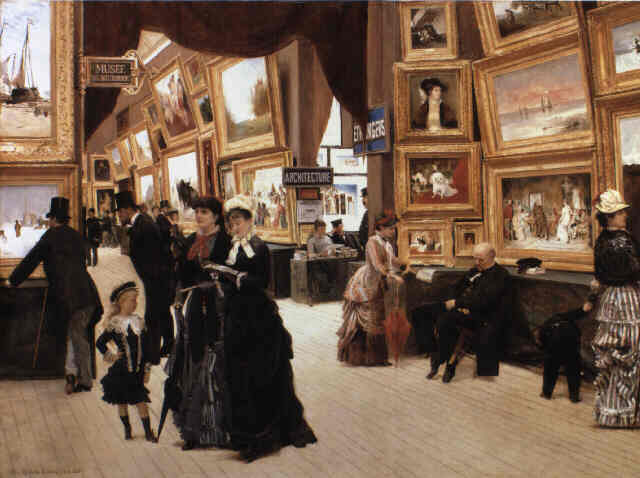
Der Pariser Salon von 1880

Die periodischen Kunstausstellungen machten die von der Académie Royale vertretene Doktrin auch einem interessierten Publikum bekannt. Die zunächst rein interne Veranstaltung, zu der jedes Mitglied ein Kunstwerk mitzubringen hatte, wurde 1665 erstmals durchgeführt. Es folgten die öffentlichen Expositionen 1667, 1669, 1671 und 1673 (evtl. auch 1675) – dann erst wieder 1699. Nach der zwischenzeitlich katastrophalen Finanzlage wollte der neue Protecteur Jules Hardouin-Mansart die Ausstellungen wieder aufleben lassen. Bis zur definitiven Reanimierung sollte es jedoch nur eine einzige Wiederholung geben (1704). Die Ausstellungen unter Colbert fanden im Palais Brion, einem Seitenflügel des Palais Royal, statt, die späteren in der Grande Galerie des Louvre.
1737 legte der Generalbaudirektor Philibert Orry den Grundstein zu einer festen Einrichtung. Die nach ihrem Veranstaltungsort im Salon carré des Louvre „Salon“ genannte jährliche Ausstellung wurde schnell zu dem Ereignis der kunstinteressierten Pariser. Mit den Anfeindungen 1746 und 1747 kam das Niveau der Kunstwerke auf den Prüfstand – mit dem Ergebnis, dass der Salon 1749 ausgesetzt und ab 1751 nur noch alle zwei Jahre durchgeführt wurde. In den Revolutionsjahren drängten aus die nicht der Kunstakademie angehörenden Künstler darauf, ihre Werke ausstellen zu dürfen. Letztlich mit Erfolg: Seit 1791 ist es jedem Künstler – Mann oder Frau, Franzose oder Ausländer – gestattet, am Salon teilzunehmen.